# 안평대군 이용 집터
안평대군 이용 집터(安平大君李瑢家址) 또는 무계정사지(武溪精舍址)는 조선 세종 29년(1447년, 추정)에 만들어진 세종의 셋째 왕자인 안평대군(安平大君) 이용(李瑢)의 별장 터이다. 유형문화재로 지정된 바위에는 무계동(武溪洞)이라고 적힌 글씨가 새겨져 있으며, 이는 안평대군의 글씨로 추정된다.
1974년 1월 15일 서울특별시의 유형문화재 제22호로 지정되었다. 당초 문화재 지정 명칭은 '무계정사'였으나, 2003년 12월 5일 무계정사지로 명칭이 변경되었다.

## 개요
무계정사지는 조선 세종(재위 1418∼1450)의 셋째 아들인 안평대군이 사용하던 정자인 ‘무계정사(武溪精舍)’가 있던 터이다.
안평대군은 무계정사에 1만 권의 책을 갖추고 용산 강가에는 담담정(淡淡亭)을 지어 선비들과 함께 시를 즐겼다고 한다. 그러나 대군이 역모로 몰려서 사약을 받고 죽은 단종 1년(1453) 이후에는 이곳도 폐허가 되어 지금은 터만 남아 있다.
한편 이곳에는 커다란 바위면에 안평대군이 쓴 것으로 전해지고 있는 '무계동(武溪洞)'이란 글씨가 큰 현판 모양으로 새겨져 있어 이곳이 무계정사가 있던 곳임을 알려주고 있다.

## 참고 문헌
- 안평대군 이용 집터 - 국가유산청 국가유산포털

 본 문서에는 서울특별시에서 지식공유 프로젝트를 통해 퍼블릭 도메인으로 공개한 저작물을 기초로 작성된 내용이 포함되어 있습니다.